# Dierenpark Emmen
El Dierenpark Emmen, anomenat Noorder Dierenpark fins al 2004, és un parc zoològic situat a la ciutat neerlandesa d'Emmen (província de Drenthe). És l'únic parc zoològic del seu tipus al nord dels Països Baixos. Amb el pas dels anys, el zoològic creixé fins a convertir-se en una de les principals atraccions d'aquesta part dels Països Baixos. Una de les seves característiques és l'exhibició de ramats sobre superfícies relativament grans.

## Llista d'animals
El maig del 2009, el Zoo d'Emmen tenia els animals següents:
Localitat Centre
- Taurons
- Papallones
- Rates talp nues
- Cocodrils
- Serps
- Tortugues
- Mangostes nanes africanes
- Rates
- Ratolins
- Conills porquins
- Cabres
- Ases
- Pollastres
- Mones esquirol
- Mones aranya
- Lleons marins de Califòrnia
- Ossos de Kodiak
- Hipopòtams
- Suricates
- Porcs espins
- Gossets de les praderies
- Panteres
- Marabús
- Pelicans
- Colibinis
- Lèmurs de cua anellada
- Papions sagrats
- Cangurs
- Emús
- Varànids
- Tigres siberià
- Llúdries d'ungles curtes orientals
- Guineus voladores
- Elefants asiàtics
- Flamencs xilens
- Gibons comuns

Localitat Est
- Pingüins de Humboldt
- Pudús
- Anàtids
- Txajans comuns
- Guanacs
- Tortugues verdes marines
- Peixos

## Galeria

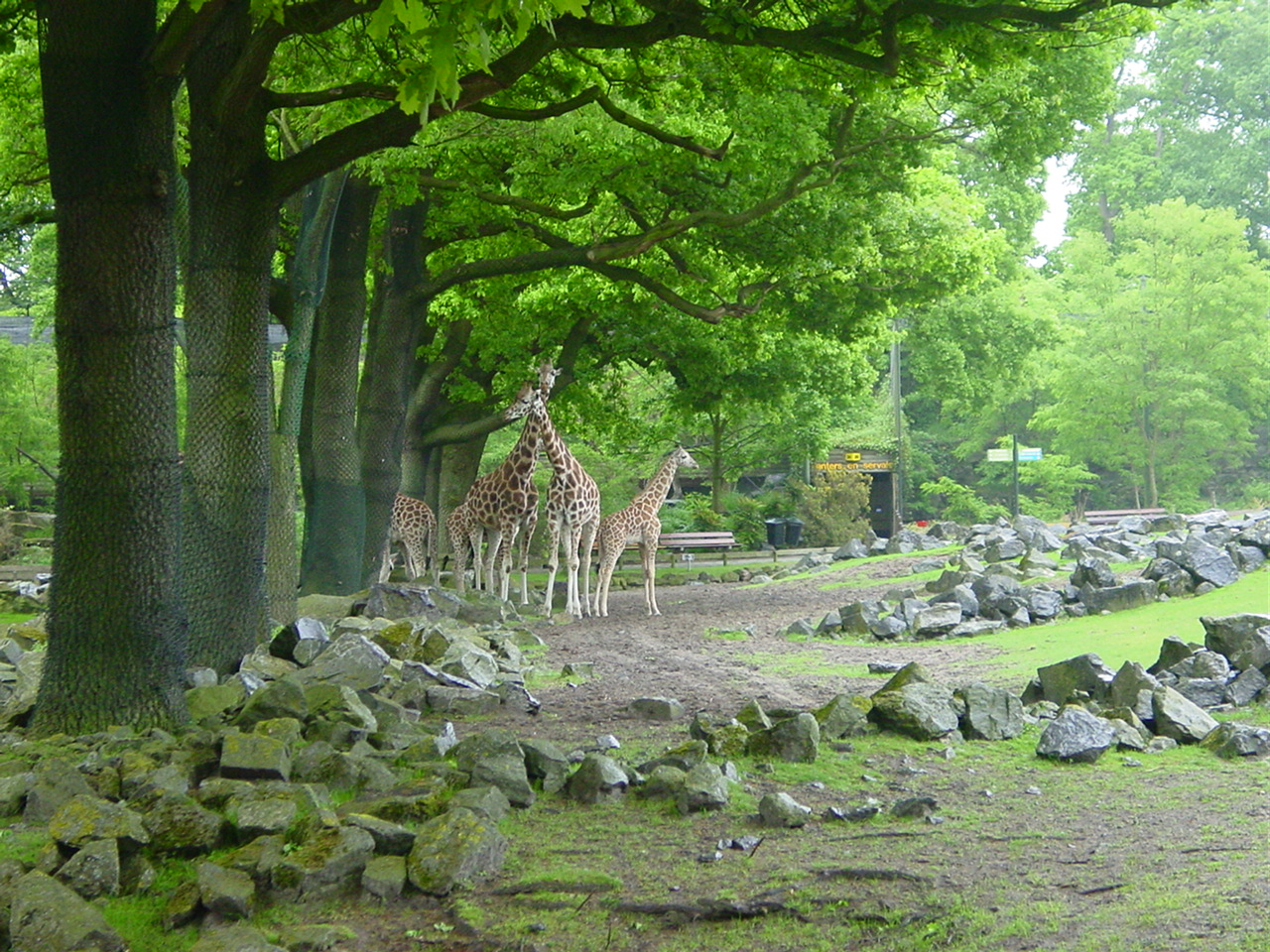
Sabana africana al parc
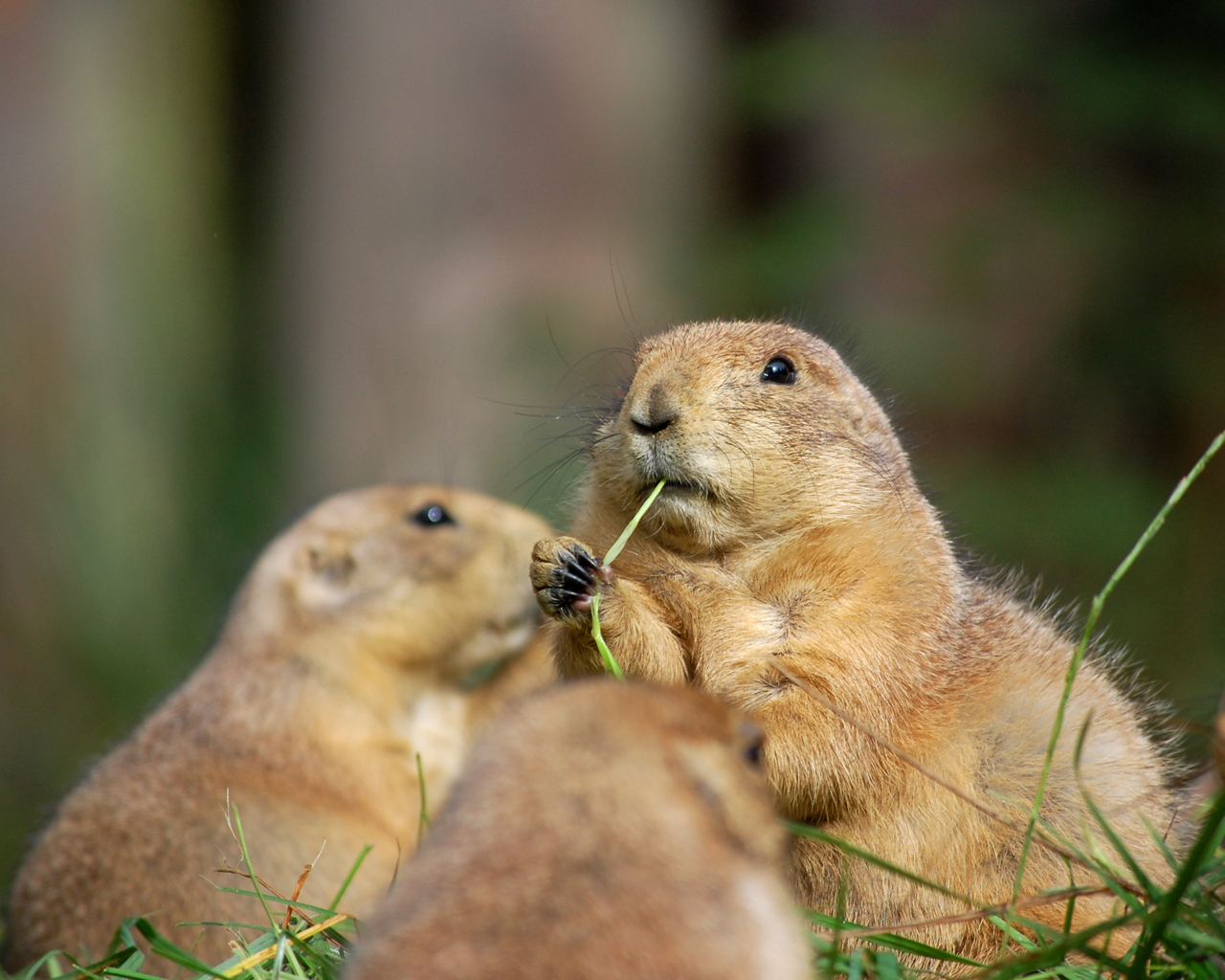
Gossets de les praderies
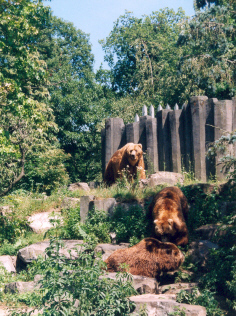
Ossos de Kodiak